# Thomas John I’Anson Bromwich
Thomas John I’Anson Bromwich (* 8. Februar 1875 in Wolverhampton; † 26. August 1929 in Northampton) war ein englischer Mathematiker und Physiker. Sein dritter Name wird I’Anson mit großem i, nicht l’Anson mit kleinem L geschrieben.

## Leben
Sein Vater war der Tuchhändler John I’Anson Bromwich. In seiner Jugend zog die Familie nach Natal in Südafrika, von 1888 bis 1892 ging er in Durban zur Schule. 1892 begann er sein Studium am St John’s College der Universität Cambridge, 1897 wurde er Fellow des College. Von 1902 bis 1907 war er Professor für Mathematik in Galway, danach wieder an seinem College in Cambridge. 1906 wurde er in die Royal Society aufgenommen, ebenfalls gehörte er der London Mathematical Society an, bei der er von 1911 bis 1919 Sekretär und danach Vizepräsident war. Ab einem Alter von 33 Jahren leistete er keine großen Forschungsarbeiten mehr, da er sich sehr auf seine Lehrtätigkeit konzentrierte und, wohl infolge von Überarbeitung, psychisch erkrankte. Am 26. August 1929 beging er schließlich Selbstmord.

## Werk
Bromwichs bekannteste Leistungen liegen im Gebiet der auf die Physik angewandten Mathematik. Hier arbeitete er an den Maxwell-Gleichungen und formalisierte Heavisides Operator-Kalkül. In der reinen Mathematik veröffentlichte er Werke über Reihen, Quadratische Formen und Bilinearformen.